# Тенетиска
Тене́тиска — річка в Україні, в межах Любомльського і Шацького районів  Волинської області. Права притока Прип'яті (басейн Дніпра).

## Опис
Довжина 20 км. Річка рівнинного типу. Долина широка і неглибока, на значній протяжності заліснена, в багатьох місцях заболочена. Річище слабозвивисте, в середній та нижній течії переважно каналізоване і випрямлене.

## Розташування
Тенетиска бере початок на захід від села Сильне; витікає з північного боку озера Велике Згоранське. Тече переважно на північний схід. Впадає до Прип'яті на північ від села Прип'ять. 